# 蘇丹貝伊利

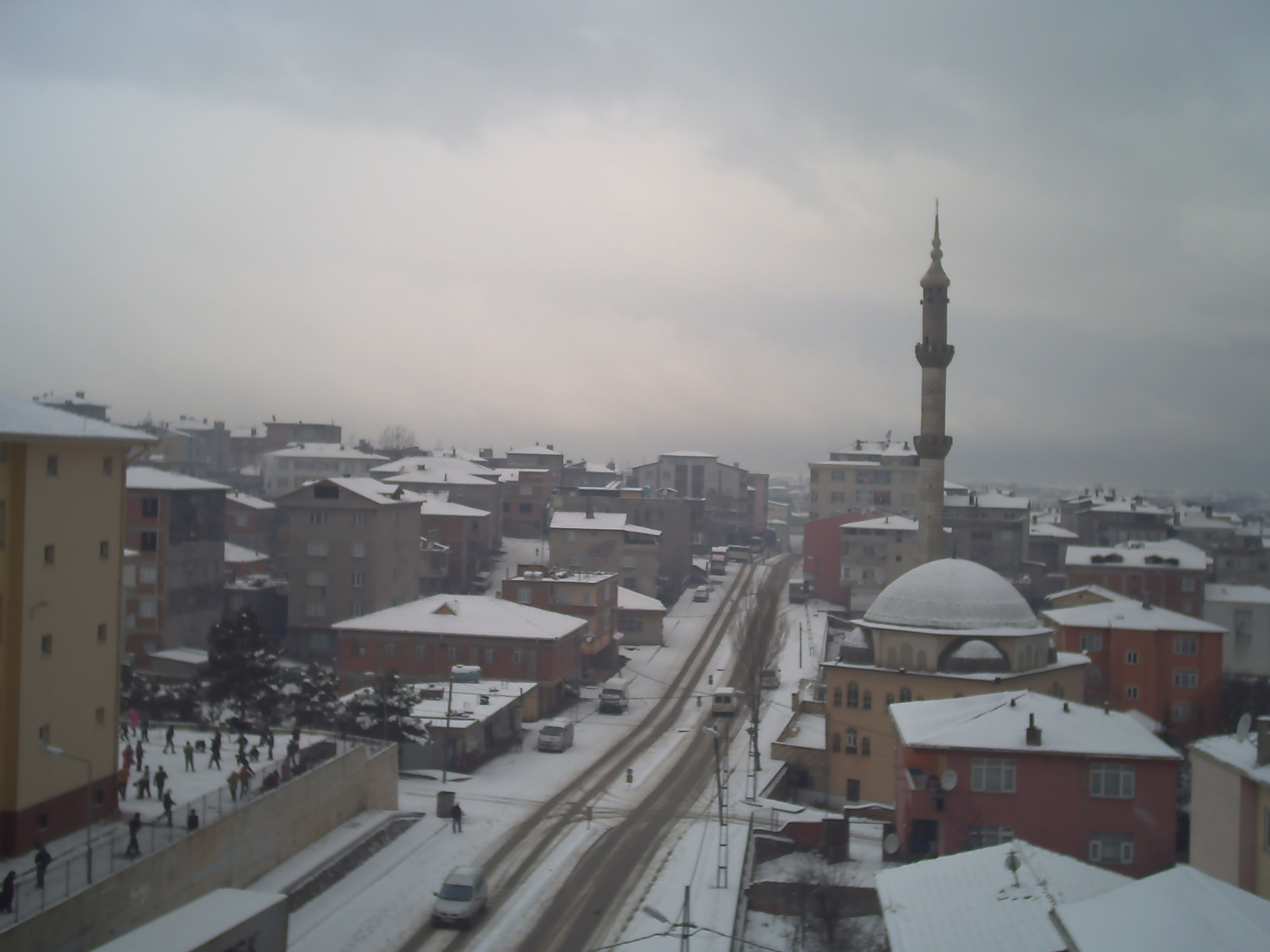

蘇丹貝伊利

蘇丹貝伊利（土耳其語：Sultanbeyli）是土耳其伊斯坦堡的39個區之一，位於博斯普魯斯海峽以東的亞洲部份，面積42平方公里，人口327,798人。